# 萨马尔卡河
萨马尔卡河（俄语：Река Самарка），满语称鄂伦河（满语：Ele Bira），也作额勒河，俗称雾迷大沟，是滨海边疆区捷尔涅伊区的河流，源起锡霍特山脉中海拔1558米的圆顶山，长218公里，流域面积7760平方公里，流域内平均海拔719米，落差1558米，在萨马尔加村注入鞑靼海峡。河谷窄，丘陵在流域内广布，森林众多。上游多混交林，有冷杉、云杉、桦树和橡树；下游有橡树、桦树和灌木。河谷宽约1.5至2.0公里，两侧不对称，坡陡，右岸宽1.2公里，多沟，有古河道，河床平直，有岩石和卵石，左岸较陡峭。中游边是边疆区内最北的定居点阿格祖村。达格德河、莫伊河、伊西密河、阿克祖河和大索哈特卡河。

## 引用
1. ↑  谭其骧 (编). . 中国地图出版社. 1982-1987.
2. ↑   (地图).
3. ↑  А·П·穆拉诺夫. . 列宁格勒: 气象出版社. 1966 （俄语）.
4. ↑  . 列宁格勒: 气象出版社 （俄语）.
5. ↑  Т·А·基谢尔科瓦娅. . 列宁格勒: 气象出版社. 1977 （俄语）.
6. ↑  . 国家水登记处.   [2023-10-24]. （原始内容存档于2023-04-24） （俄语）.
7. ↑  Г. И. Донидзе.  (PDF). 莫斯科. 1999  [2023-10-24]. ISBN 5-86066-017-0. （原始内容 (PDF)存档于2016-03-06） （俄语）.